# 몰리노 도리노역
몰리노 도리노 역(이탈리아어: Molino Dorino)은 밀라노 지하철 1호선의 역이다. 1986년 9월 28일에 문을 열었다. 지하에 위치한 역이며, 시내 요금 구간에 포함되어 있는 마지막 역으로 이 역까지만 시내 요금이 적용된다.

## 시설
이 역에는 다음과 같은 시설이 있다.
- 에스컬레이터
- 승차권 자동 판매기
- 역 감시카메라
- 1660대 규모의 파크 앤드 라이드 시설[1]